# Киломбу
Кило́мбу (порт. quilombo), также мока́мбу (порт. mocambo) — укреплённое поселение беглых чернокожих рабов времён колониальной Бразилии и Бразильской империи.
Первые киломбу появились в лесах Пернамбуку в конце XVI века. Достоверно известно о существовании как минимум десяти больших киломбу со своей внутренней религиозной традицией, социально-экономической организацией и выстроенными коммерческими отношениями с соседними поселениями. Киломбу пользовались натуральным хозяйством и имели свою систему самоуправления.
Киломбу были своего рода республиками с элементами родоплеменной организации и патриархального рабства. Там имелись сельскохозяйственные плантации, которые обрабатывались рабами, захваченными во время нападений на плантации португальских колонистов. Жители киломбо постоянно устраивали вооруженные нападения на плантации с целью грабежа. 
Часто происходили сражения между правительственными войсками, вооруженными группами колонистов и жителями киломбу. Многие киломбу были уничтожены во время карательных экспедиций. При уничтожении киломбу их взрослое население казнили, а детей забирали в рабство.  
В 1630-х годах несколько киломбу на северо-востоке Бразилии объединились в негритянское государство, известное как Палмарис, которое существовало до 1694 года.
В настоящее время в южных штатах Бразилии Санта-Катарина и Риу-Гранди-ду-Сул существует несколько крупных общин, за которыми закреплены обширные территории в статусе киломбу, поскольку их лидерам удалось доказать, что они являются прямыми наследниками киломбу периода рабовладения, и по этой причине принадлежащие им земли являются неотчуждаемыми.